# 랠프 아인스

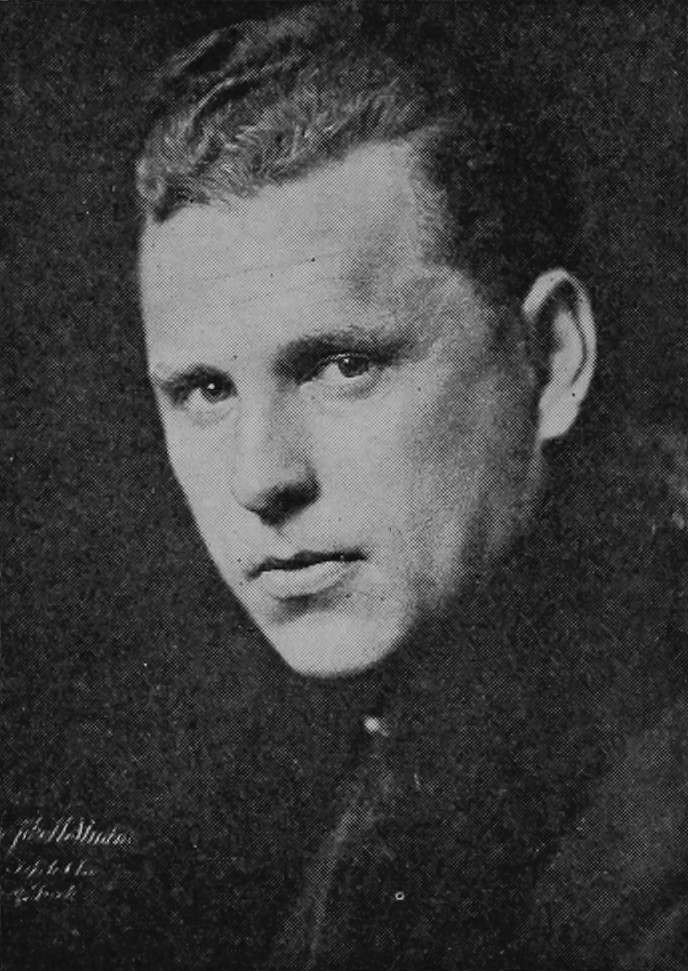

랠프 아인스(Ralph Waldo Ince, 1887년 1월 16일 ~ 1937년 4월 10일)는 미국의 영화 감독, 배우, 각본가, 영상 편집자, 영화배우이다.
보스턴에서 태어났으며 런던에서 사망하였다. 사인은 교통사고이다.

## 영화
- 말레이 나이츠 (1932년)
- 신사의 운명 (1931년)
- 해양법 (1931년)
- 넘버드 멘 (1930년)
- 리틀 시저 (1930년) - 피트 역
- 울프 선장 (1926년)